# Кіт Ремфрі
Кіт Ремфрі  (англ. Keith Remfry, 17 листопада 1947) — британський дзюдоїст, олімпійський медаліст.

## Виступи на Олімпіадах
| Олімпіада     | Дисципліна          | Місце |
| ------------- | ------------------- | ----- |
| Мюнхен 1972   | важка категорія     | =16   |
| Монреаль 1976 | важка категорія     | 11    |
| Монреаль 1976 | абсолютна категорія | 2     |